# Carla Redano
Carla Redano (Ariquemes, Rondônia, 7 de junho de 1986), é uma política brasileira dedicada ao serviço público e ao desenvolvimento de seu município. Criada em uma família de servidores públicos e adventista desde criança, Carla valoriza a educação, os valores familiares e a comunidade local.

## Educação e Primeiros Trabalhos
Carla completou sua educação básica em Ariquemes, onde também se formou em enfermagem. Desde jovem, envolveu-se em trabalhos voluntários e projetos sociais, com um foco especial em mulheres e crianças. Antes de ingressar na política, trabalhou como babá, na Secretaria de Saúde e em diversos outros empregos.

## Carreira Política

### Início da carreira política
Carla Redano iniciou sua carreira política influenciada por seu marido, Alex Redano, que na época era um vereador do município. Em 2016, ela foi eleita vereadora pelo PRB, obtendo 1.753 votos. Durante seu mandato, Carla trabalhou em projetos sociais voltados para o público feminino. Foi eleita presidente da Câmara nos dois últimos anos de seu mandato.

### Desafios
Em 2020, Carla enfrentou um desafio inesperado quando o então pré-candidato a prefeito, Tiziu Jidalias, voltou atrás em sua palavra e a removeu da candidatura de vice-prefeita. Ela então lançou sua candidatura à prefeitura pelo partido Patriota e foi eleita com 13.345 votos.

### Gestão como prefeita
Durante sua gestão, Carla Redano enfrentou a pandemia de COVID-19 com ações decisivas. Em fevereiro de 2021, ela própria testou positivo para a COVID-19. Em março de 2021, Carla anunciou a compra de mais de 100 mil doses da vacina AstraZeneca para Ariquemes, demonstrando seu compromisso com a saúde pública. Além disso, ela se posicionou contra o aumento de tarifas de serviços públicos, pedindo o congelamento das mesmas.
Em julho de 2024, Carla anunciou sua pré-candidatura à reeleição durante um podcast.

## Contribuições recentes e realizações
Entre suas realizações notáveis estão a compra e inauguração do novo Hospital Materno Infantil, que proporcionou um atendimento digno e humanizado às crianças e suas famílias. Além disso, Carla investiu em infraestrutura, agricultura e obras urbana.

### Investimentos em infraestrutura
Durante a gestão da prefeita Carla Redano, Ariquemes tem visto um significativo aumento em investimentos em infraestrutura. Um dos marcos dessa administração foi a retomada da obra da rodoviária. Além disso, Ariquemes consolidou mais de 90 milhões de reais em diversas obras, abrangendo pavimentação, melhorias urbanas, e desenvolvimento rural.

## Estilo de liderança e Legado
Carla é mãe de um adolescente e está à espera de seu segundo filho, Ravi. Seu esposo é o deputado estadual Alex Redano. Ela valoriza o tempo com sua família, mantendo um perfil reservado e priorizando o bem-estar e a educação de seus filhos.
Carla também enfrentou desafios pessoais, incluindo ataques à sua honra durante seu mandato como prefeita. Apesar disso, ela continuou a trabalhar para o bem-estar Ariquemes.
A gestão de Carla Redano é marcada pelo foco no desenvolvimento sustentável de Ariquemes. Carla continua a trabalhar para transformar Ariquemes, deixando um legado de progresso.